# Princípio da universalidade em saúde
Princípio da Universalidade no Direito à Saúde recebe especial tratamento no Brasil na Constituição Federal de 1988. A CF/88, em seu art. 196, preceitua a saúde como direito de todos e dever do Estado, concretizada mediante políticas econômicas e sociais aptas a possibilitar um acesso universal e igualitário às ações e serviços de saúde. Na mesma esteira, seu artigo 194, que trata da seguridade social, estabelece que um dos objetivos da seguridade social (saúde, previdência social e assistência social) é a universalidade da cobertura e do atendimento. De acordo com o jurista Adolfo Moisés Vieira da Rocha, a primeira diz respeito à mais ampla cobertura das ações de saúde e dos serviços sanitários. Está intrinsecamente ligada à cobertura de todos os riscos sociais atinentes à saúde humana. Já o segundo, qual seja, a universalidade de atendimento, tem relação com as pessoas que receberão o atendimento em situações que a doutrina nominou de "contingências sanitárias".  Temos que os serviços sociais devem ser direcionados a assegurar a saúde da população, portanto,  acessíveis a toda a comunidade. Significa, também, que o serviço público de saúde deverá envidar esforços para abarcar o número máximo de situações possíveis.
Na Constituição brasileira, o princípio foi materializado no art. 198, a saber:
Art. 198. As ações e serviços públicos de saúde integram uma rede regionalizada e hierarquizada e constituem um sistema único, organizado de acordo com as seguintes diretrizes:
I - descentralização, com direção única em cada esfera de governo;
II - atendimento integral, com prioridade para as atividades preventivas, sem prejuízo dos serviços assistenciais;
III - participação da comunidade.
O princípio da Universalidade rege, em especial, as ações do Sistema Único de Saúde. Junto com a equidade e integralidade, o princípio da Universalidade em Saúde figura como princípio ético-doutrinário, norteador de políticas públicas a serem implementadas.
"O princípio da universalidade caracteriza a saúde como um direito de cidadania, ao ser definido pela Constituição Federal como um direito de todos e um dever do Estado. Neste sentido, abrange a cobertura, o acesso e o atendimento nos serviços do SUS e exprime a ideia de que o Estado tem o dever de prestar esse atendimento à toda a população brasileira".
O alcance da universalidade no ´mundo da vida´, entretanto não acontece de forma absoluta. Os recursos disponíveis são escassos. Nesse sentido, as políticas públicas em saúde buscam maximizar o acesso em consonância com o montante disponível. Para se ter uma ideia dessa escassez, no Brasil a seguridade social é financiada por toda a sociedade, de forma direta e indireta, nos termos da lei ordinária, mediante recursos provenientes dos orçamentos da União, dos Estados, do Distrito Federal e dos Municípios e das seguintes contribuições sociais, conforme ensina o jurista Adolfo Moisés Vieira da Rocha ao estudar o Direito Sanitário sob a perspectiva da visão do Supremo Tribunal Federal.
O objetivo em se delinear política pública de planejamento na área de saúde é tentar incluir o máximo de pessoas possíveis para usufruir dos serviços prestados pelo Estado. Por isso, busca-se as principais mazelas que atacam a população, a fim de se distribuir o orçamento de forma mais equânime e ampla possível.
Assim, contraposto à universalidade de cobertura e atendimento em saúde está a limitação dos recursos públicos. Dessa forma, muito se fala em ´reserva do possível´[ligação inativa]a fim de se justificar a cobertura de tratamentos menos custosos e mais demandados em detrimentos daqueles mais caros e menos necessários quando pensados em termos macro. O princípio da reserva do possível chegou a ser enfrentado pela Suprema Corte Constitucional Brasileira em diversos julgados. Entretanto, aquela Corte Constitucional manteve-se num patamar intermediário, sem contudo firmar uma jurisprudência a nível de precedente judicial. Pede-se licença para trazer à colação extratos do periódico publica em Revista Especializada da Universidade de São Paulo, in verbis:
"Os julgamentos aqui apontados como paradigmáticos são reconhecidos como tal pelo próprio STF e lhe servem de base, sem, contudo, assumirem a condição técnica processual de precedente, que vincularia decisões futuras. Mas, na prática, esses julgados paradigmáticos acabam por assumir tal condição na medida em que são sempre referidos como fundamentação das decisões que se seguem a eles".
O princípio da Universalidade em Saúde conversa, também, com o conceito de Descentralização que rege o SUS. Em cartilha editada pelo Sistema chamada ‘SUS de A a Z’, descentralização é caracterizada da seguinte forma: “É o processo de transferência de responsabilidades de gestão para os municípios, atendendo às determinações constitucionais e legais que embasam o SUS e que definem atribuições comuns e competências específicas à União, estados, Distrito Federal e municípios.”
Dessa forma, para a universalização, há também, que se criar mecanismos que propicie o atendimento do maior número de pessoas possíveis, há que se estabelecer mecanismos que abranjam o alcance das políticas públicas. Portanto, a descentralização atua de forma afirmativa para a concretização do princípio da universalidade.

## Relação com o Sistema Jurídico Brasileiro
O Direito à Saúde integra o grupo dos Direitos Sociais, também chamados de Direitos Humanos de Segunda Geração. Tais direitos nasceram do esforço para se chegar, além da igualdade formal, à igualdade material.
“Os direitos sociais permitem às sociedades politicamente organizadas reduzir os excessos de desigualdade produzidos pelo capitalismo e garantir um mínimo de bem-estar para todos. A ideia central em que se baseiam é a justiça social”.
Na Constituição Brasileira, o Direito à Saúde está positivado no Art. 6º nos seguintes termos: “são direitos sociais a educação, a saúde, a alimentação, o trabalho, a moradia, o lazer, a segurança, a previdência social, a proteção à maternidade e à infância, a assistência aos desamparados, na forma desta Constituição”.
A norma constitucional que trata do Direito à Saúde é norma programática, que determina um poder-dever de normatização ao legislador infraconstitucional para a conseguinte efetivação do direito. Dessa forma, o Direito à Saúde é operacionalizado por meio de políticas públicas.
"Com a instituição do princípio da universalidade, todas as pessoas passaram a ter direito ao acesso às ações e serviços de saúde, antes restritos aos indivíduos segurados à previdência social ou àqueles que eram atendidos na rede privada. Essa ampliação da cobertura instituída pelo SUS, no que se refere ao seu financiamento, foi regulada nos termos da Constituição, art. 195, que assevera que “a seguridade social será financiada por toda a sociedade de forma indireta, (...) mediante recursos provenientes dos orçamentos da união, dos Estados, do Distrito Federal e dos Municípios, (...) da contribuição social dos empregadores e de trabalhadores e sobre a receita de concursos de prognósticos”, o que implica que a sociedade e os trabalhadores participem do financiamento das ações e serviços do SUS, mesmo que de forma indireta".

## Políticas Públicas que Buscam a Efetividade do Princípio
No Brasil, o principal ator de políticas públicas em Saúde é o SUS – Sistema Único de Saúde. Segundo a Lei Federal n 8.080 de 1990 integra o SUS: “Art. 4º O conjunto de ações e serviços de saúde, prestados por órgãos e instituições públicas federais, estaduais e municipais, da Administração direta e indireta e das fundações mantidas pelo Poder Público, constitui o Sistema Único de Saúde (SUS)”.
Dentre os princípios que a lei elenca como aqueles que regem a atividade do SUS está, no inciso I do art. 7, a “universalidade de acesso aos serviços de saúde em todos os níveis de assistência”.

## Universalidade vs. Focalização da Política Pública de Saúde no Brasil
Uma aspecto da política pública brasileira em saúde apontado é o de que, apesar de o sistema nacional ser pautado pela universalização os recursos são alocados de forma a atender a população mais necessitada, ou seja focalizada. A saber:
“Já é lugar comum o reconhecimento – e até uma aceitação mal disfarçada – de que o Sistema Único de Saúde, o SUS, no Brasil, embora concebido constitucionalmente como um sistema universal, é na prática um sistema para os pobres, ou seja, focalizado. De forma semelhante, pouco a pouco ganha foros de unanimidade a noção de que política social é, por excelência algum tipo de ação voltada para os excluídos (os pobres) e, por definição, focalizada.” (VIANNA, Maria Lucia Teixeira Werneck. Universalismo x Focalização e outras controvérsias: espécies em extinção? In Políticas Públicas e Financiamento Federal do Sistema Único de Saúde.